# مجلس التنسيق (بيلاروس)
مجلس التنسيق لنقل السلطة (البيلاروسية: Каардынацыйная рада، بالحروف اللاتينية: Kaardynacyjnaja rada؛ الروسية: Координационный совет، بالحروف اللاتينية: Koordinatsionnyy sovyet)، المعروف غالبًا باسم مجلس التنسيق، هو هيئة غير حكومية بيلاروسية أنشأه المرشحة الرئاسية سفياتلانا تسيخانوسكايا لتسهيل الانتقال الديمقراطي للسلطة. يتكون المجلس، الذي تأسس خلال احتجاجات عام 2020 في بيلاروس ردًا على الانتخابات الرئاسية البيلاروسية المتنازع عليها لعام 2020، من 64 عضوًا أساسيًا (اعتبارًا من 13 فبراير 2021) مع هيئة رئاسة مؤلفة من 7 أعضاء. انعقد الاجتماع الأول للمجلس في 18 أغسطس. من أواخر أغسطس إلى منتصف أكتوبر، تم القبض على تسيخانوسكايا والعديد من أعضاء هيئة الرئاسة أو اختاروا نفي أنفسهم من بيلاروس، خوفًا من قمع قوات الأمن البيلاروسية.